# Cesare Prandelli
Claudio Cesare Prandelli (ur. 19 sierpnia 1957 w Orzinuovi) – włoski piłkarz, występował na pozycji pomocnika, po zakończeniu kariery zawodniczej trener piłkarski.
W latach 2010–2014 selekcjoner reprezentacji Włoch, z którą zdobył srebrny medal na Euro 2012 oraz poprowadził ją na Mistrzostwach Świata 2014.

## Kariera piłkarska
Prandelli jest wychowankiem Cremonese.
Zawodową karierę rozpoczął w tym klubie w 1974. W 1978 trafił do Atalanty BC, gdzie spędził jeden sezon. W 1979 podpisał kontrakt z Juventusem, z którym odnosił największe sukcesy w swojej karierze. Po pięciu latach spędzonych w turyńskiej drużynie Prandelli wrócił do Atalanty BC, gdzie w 1990 zakończył piłkarską karierę.

## Kariera trenerska
Po piłkarskiej karierze Prandelli debiutował w roli trenera w Atalancie. W zespole tym pracował w latach 1990–1997, jednak szkoleniowcem drużyny seniorów był tylko w latach 1993–1994. Lata 1997–1998 spędził w Lecce, następnie przez 2 lata pracował w Hellasie Werona. W 2002 został szkoleniowcem Parmy, gdzie mimo złej sytuacji finansowej dwukrotnie z rzędu zajął piąte miejsce w Serie A. Przed sezonem 2004/2005 został trenerem Romy, ale zrezygnował jeszcze przed startem ligi z powodu choroby żony. Od sezonu 2005/2006 do końca rozgrywek 2009/2010 trenował Fiorentinę.
W lipcu, po zakończeniu Mistrzostw Świata w RPA, Prandelli objął po Marcello Lippim posadę selekcjonera reprezentacji Włoch. W pierwszym meczu pod wodzą nowego szkoleniowca 10 sierpnia 2010 Włosi przegrali towarzyskie starcie z WKS 0:1. Na to spotkanie Prandelli powołał do kadry między innymi pomijanych przez Lippiego Antonia Cassano, Maria Balotellego oraz Amauriego. W półfinale Mistrzostw Europy 2012 Włochy pokonały Niemców 2:1, dwa gole strzelił Mario Balotelli. W finale Euro 2012 drużyna włoska uległa broniącej tytułu Hiszpanii 0:4. Później prowadził kadrę podczas Pucharu Konfederacji 2013, gdzie Włosi w swojej grupie zajęli drugie miejsce dając się wyprzedzić tylko Brazylii, a w półfinale ponownie nie udało się pokonać Hiszpanii tym razem dopiero po rzutach karnych. W meczu o trzecie miejsce również w rzutach karnych tym razem okazali się lepsi od zespołu Urugwaju. Poprowadził również tym razem bez powodzenia kadrę podczas Mistrzostwa Świata 2014, gdzie Włochy trafiły do grupy śmierci i już drugi raz z rzędu na mundialu odpadli w pierwszej fazie rozgrywek. Po zwycięstwie w ładnym stylu 2:1 z Anglią przegrali kolejne dwa mecze (dwukrotnie po 0:1) z Kostaryką i Urugwajem. Po ostatnim meczu przeciwko Urugwajczykom podał się do dymisji, a wraz z nim do dymisji podał się również prezes krajowej federacji piłkarskiej Giancarlo Abete..
7 lipca 2014, Cesare Prandelli został ogłoszony nowym trenerem wicemistrza Turcji – Galatasarayu Stambuł. Jego kontrakt miał obowiązywać przez dwa lata, jednak już 27 listopada 2014 został zwolniony z zajmowanego stanowiska.
1 października 2016 roku został trenerem hiszpańskiego zespołu Valencia CF. 30 grudnia 2016 roku zrezygnował z tej posady.
Od listopada 2020 do marca 2021 po raz drugi prowadził włoski klub ACF Fiorentina.

## Sukcesy

### Jako piłkarz
Juventus F.C.
- Mistrzostwo Włoch: 1980/1981, 1981/1982, 1983/1984
- Puchar Włoch: 1982/1983
- Puchar Zdobywców Pucharów: 1983/1984
- Superpuchar Europy: 1984
- Puchar Europy Mistrzów Klubowych: 1984/1985

### Jako trener
Atalanta BC (juniorzy)
- Torneo di Viareggio: 1993

 Hellas
- Mistrzostwo Serie B: 1998/1999

 Venezia
- Mistrzostwo Serie B: 2000/2001

 Reprezentacja Włoch
- Mistrzostwa Europy: wicemistrzostwo Europy: 2012

 Indywidualne
- Panchina d'oro (najlepszy trener Serie A): 2005/2006, 2006/2007
- Oscar del Calcio (najlepszy trener Serie A): 2008